# Atrani
Atrani es una localidad de 965 habitantes en la provincia de Salerno.
Como parte de la Costa Amalfitana, Atrani ha sido declarado Patrimonio de la Humanidad por la Unesco.

## Geografía
Se caracteriza por una estructura particular en la que el pueblo forma, junto a la playa, un teatro natural. La carretera estatal que atraviesa toda la Costa Amalfitana pasa en forma elevada entre la playa y la plaza principal.

## Curiosidad
Con sus 0,20 km², Atrani es el pueblo más pequeño de la Italia Meridional por extensión territorial (fuente ISTAT), y segundo en Italia. El pueblo más pequeño de toda Italia es Fiera di Primiero (TN), con una superficie de 0,15 km².

## Evolución demográfica
| Gráfica de evolución demográfica de Atrani entre 1861 y 2001 |
|                                                              |
| Fuente ISTAT - elaboración gráfica de Wikipedia              |

## Cine
En Atrani se filmó la película italiana "Carmela é una bambola" (1958), con Nino Manfredi y Marisa Allasio. Actualmente esta ciudad forma parte de la llamada "Costa Diva. La vie del cinema". También se filmó "Equalizer 3", con Denzel Washington. La miniserie "Ripley" se sitúa gran parte en Atrani donde fue filmada en escenarios naturales.

## Galería de imágenes

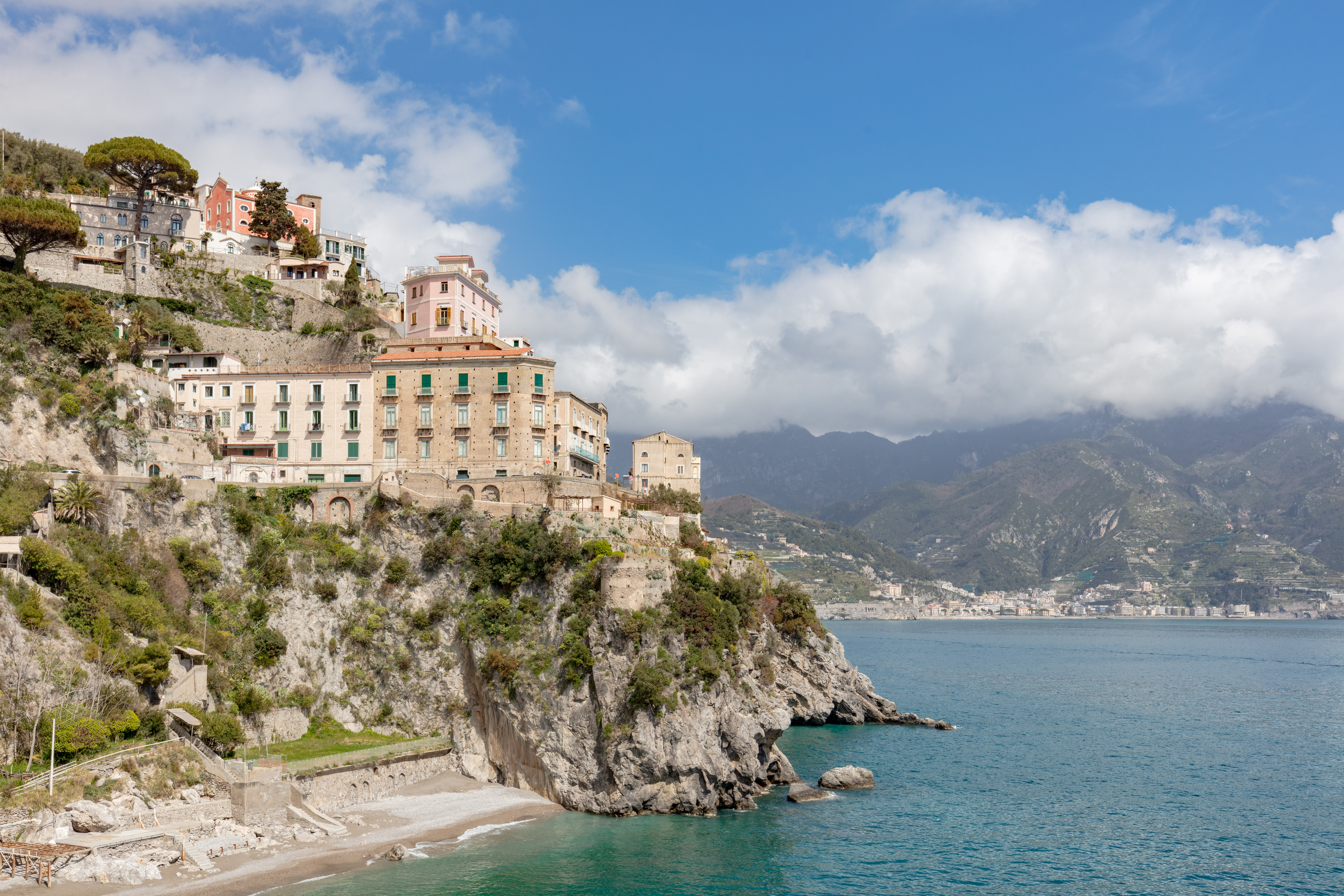
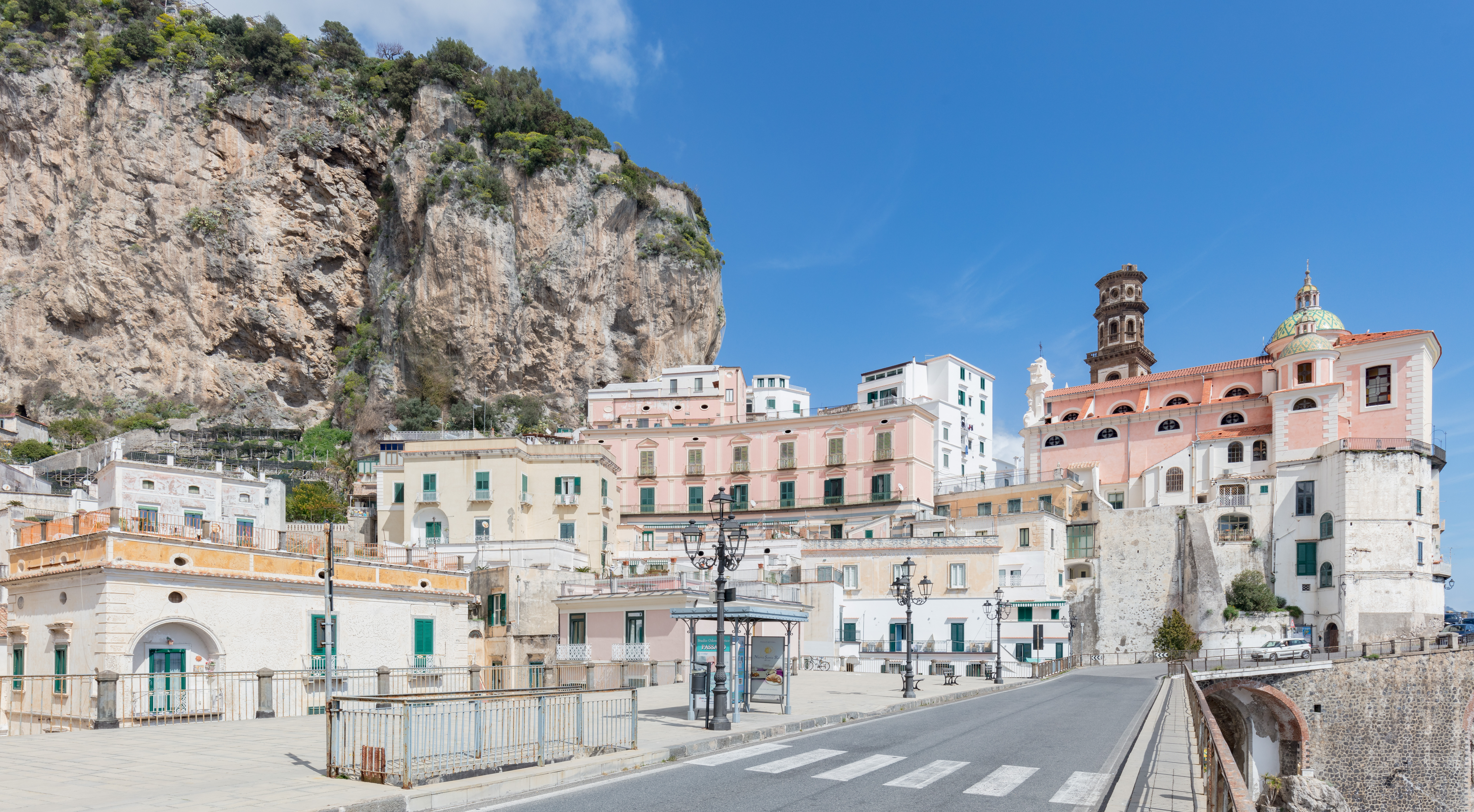
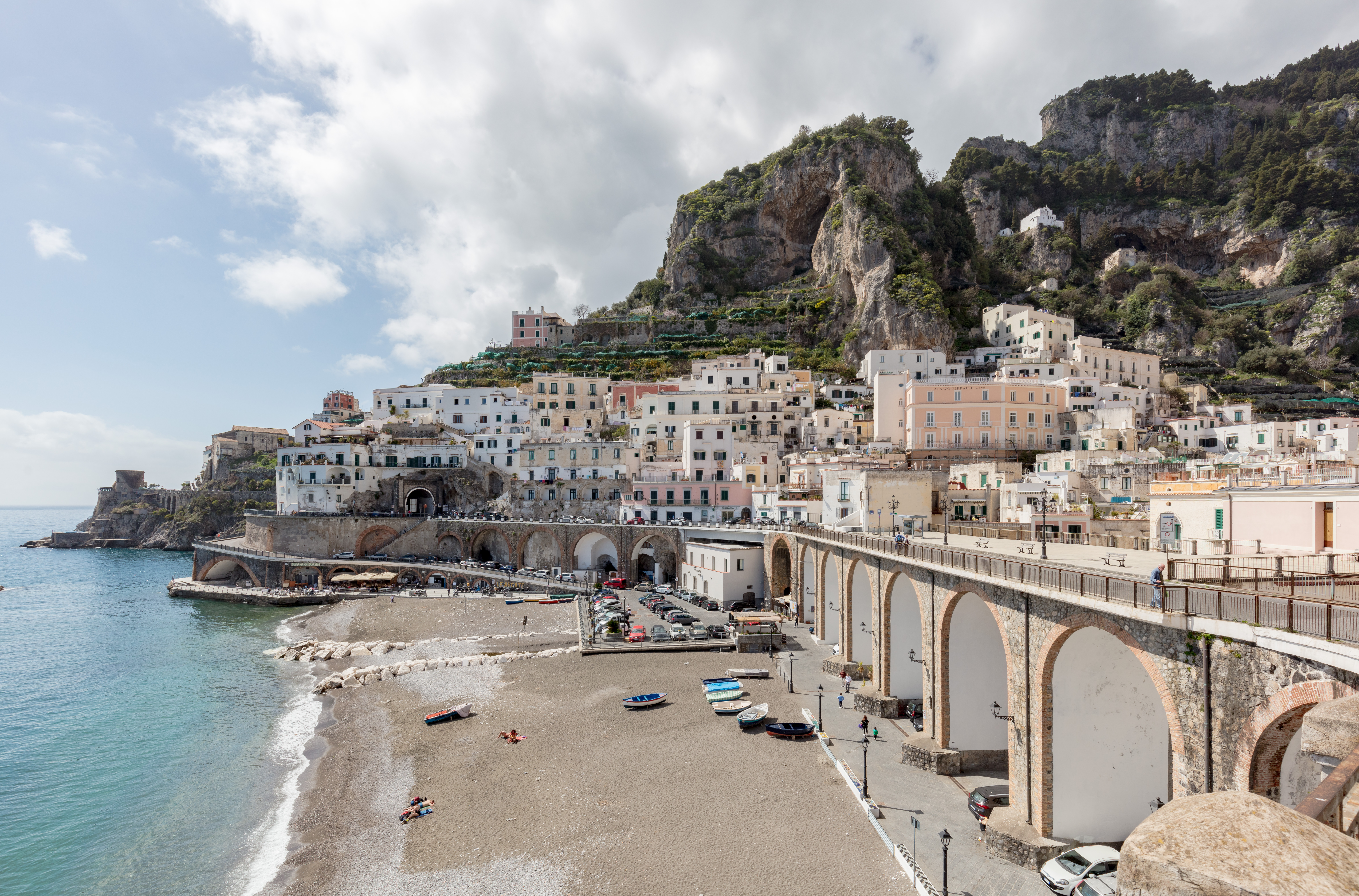
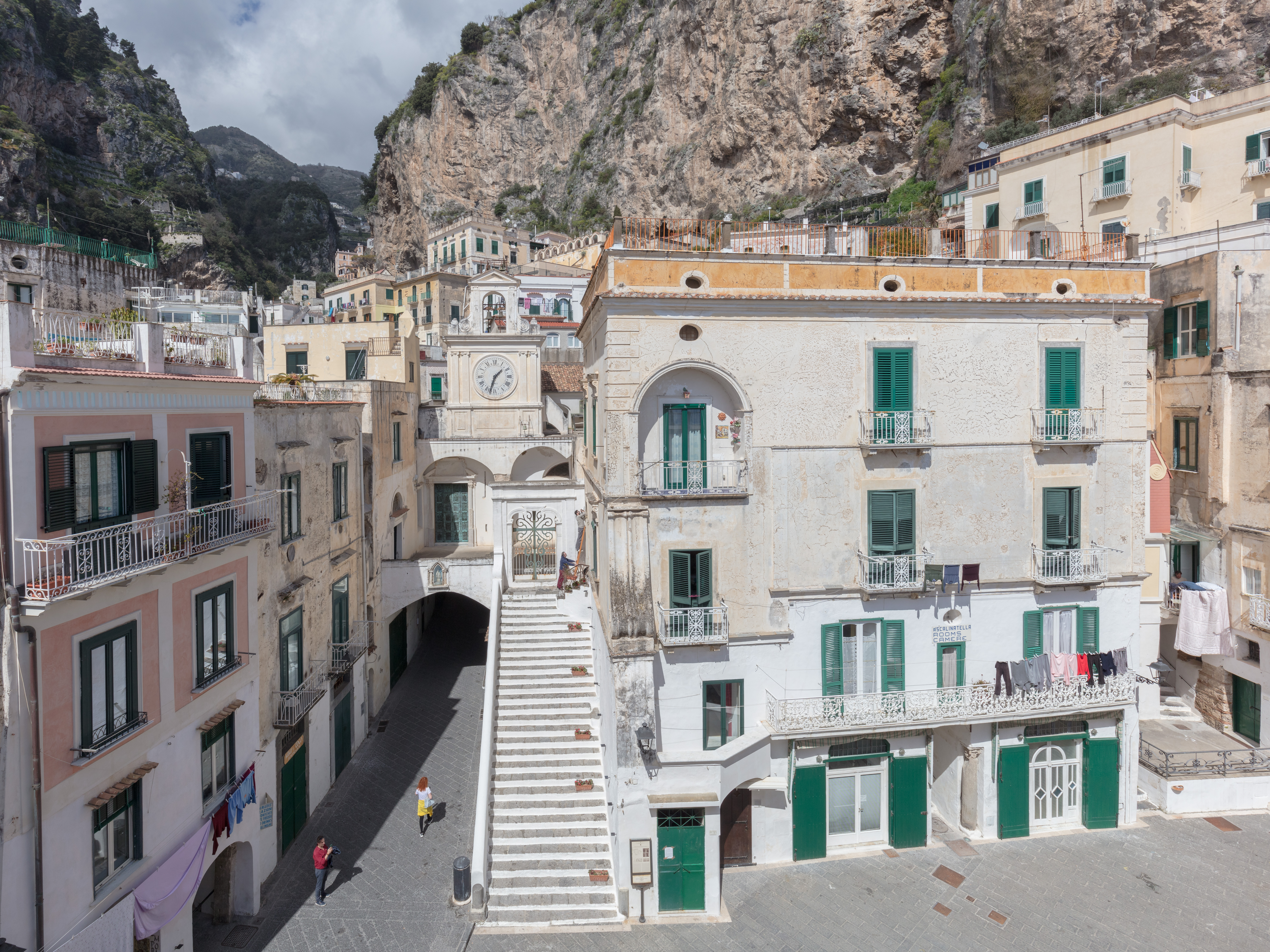